# Flabes
Der Begriff Flabes (auch Flaabes oder Flabbes) bezeichnet umgangssprachlich im Ruhrgebiet und im Kölner Raum hauptsächlich einen naiven, dümmlichen und ungeschickten Menschen, der niemals ernst sein kann, jedoch im Grunde liebenswert ist.
Eine ähnliche Wortbedeutung hat der Begriff Lappes. Dieser bezeichnet einen stets vergnügten Menschen, der allerdings zur Albernheit neigt. Die ebenfalls fehlende Ernsthaftigkeit wird bei Verwendung von Lappes negativer gesehen als bei Flabes.
Die Bedeutung von Flabes ist nicht ganz einheitlich.
- Im Ruhrgebiet trifft man mitunter auch auf eine ganz andere Verwendung des Begriffs Flabes, nämlich als Synonym für Geburtstag.
- Gelegentlich taucht der Begriff auch im Sinne von Lulatsch, also einem sehr großen Menschen, auf.[2][3]
- Im Bergischen Land und im Düsseldorfer Raum ist ein Flabes ein eher junger und selbstbewusster Mann, der jedoch arbeitsscheu ist und sogar zu kleinkriminellen Handlungen neigt.[4]